# Sotirios Notaris (szermierz)
Sotirios Notaris (gr. Σωτήριος Νοτάρης, ur. w 1879, zm. w 1924) – szermierz (szpadzista i florecista) reprezentujący Grecję, uczestnik letnich igrzysk olimpijskich w 1912 roku.